# Le Joli Cœur
Le Joli Cœur est un film français de Francis Perrin réalisé en 1984.

## Synopsis
Frank et Bernard sont deux meilleurs amis qui vivent ensemble et travaillent ensemble dans la même agence d'organisation de parcours touristiques en autocar dans Paris. Frank est un dragueur invétéré tandis que Bernard ne rêve que d'une chose : trouver l'âme sœur, fonder une famille et avoir des enfants. Il demande à Frank d'utiliser ses talents de séducteur pour lui trouver la femme de sa vie. 
Lorsque leurs turpitudes les conduisent à l'hôpital, Bernard demande une nouvelle fois à Frank de « draguer » pour lui une doctoresse de l'établissement. Mais cette dernière refusant absolument toutes ses avances, elle finit par attirer Frank lui-même. Frank va jouer de tous les stratagèmes possibles pour la séduire, sa nature fléchissant vers le romantisme, tandis qu'au contraire (sans doute à cause du choc) Bernard se met à accumuler les conquêtes...

## Fiche technique
- Réalisation : Francis Perrin
- Scénario : Alex Varoux (scénario), Paul Claudon (adaptation) et Francis Perrin (adaptation)
- Musique : Yves Gilbert
- Décors : Jean-Claude Gallouin
- Année : 1984
- Pays d'origine :  France
- Genre : comédie
- Format : couleur (Eastmancolor) - 35 mm
- Durée : 91 minutes (1 h 31)
- Date de sortie en salles en France : 25 janvier 1984

## Distribution
- Francis Perrin : Frank
- Cyrielle Clair : Nina Lemonnier
- Sylvain Rougerie : Bernard
- Patricia Cartier : Nicole
- Michèle Bernier : Lisette
- Jean-Luc Autret : Loubard
- Patricia Barzyk : Fille Sacré-Cœur
- Antoine Bessis : Le petit garçon de la femme à la voiture
- Jean-Paul Bonnaire : Mari cliente
- Jean-Claude Bouillaud : Ducasse
- Paul Claudon : Le docteur
- Monique Darpy : Épicière
- Annie Degroote : Infirmière
- Christian De Smet : Touriste car
- Colette de Varga : Cliente épicerie
- Jean-Paul Farré : Le psychiatre
- Jacques Frantz : Fixette
- Eric Hémon : Malabar (comme Éric Dodd)
- Annie Jouzier : Sophie
- Ysabelle Lacamp : Fille télescope
- Régis Laspalès : Le boulanger
- Jacques Marchand : Malade hôpital
- Mado Maurin : Concierge
- Béatrice Riquelme : Minette car
- Marie-Christine Rolland : Compagne malabar
- Patricia Thorez : Fille aérobic
- Maurice Vamby : Épicier
- Barbara Willar : Mathilde